# Renato Anžuvinac
„Dobri kralj” Renato (francuski René; 16. siječnja 1409. – 10. srpnja 1480.) bio je vojvoda Anjoua i napuljski kralj (1435. — 1442.). Renato je bio i provansalski grof.
Član kuće Valois-Anjou, Renato je bio sin Ludovika II. Anžuvinskog i njegove supruge, Jolande Aragonske. Jolanda je bila kći aragonskog kralja, a Ludovik je bio napuljski vladar. Predak vojvode Renata bio je kralj Ivan II. Francuski; Renato je bio Ivanov praunuk. Renatova je sestra bila Marija, francuska kraljica. Marija je bila supruga francuskog kralja Karla VII. Pobjednika. Renatov je otac umro 1417.

## Supruge i djeca
Renatova prva žena bila je Izabela, lorenska vojvotkinja — par se vjenčao 24. listopada 1420. godine. Izabelina i Renatova djeca:
- Ivan II., lorenski vojvoda (umro 1470.)
- Luj Anžuvinac, markiz Pont-à-Moussona
- Nikola (1428. — 1430.)
- Jolanda, lorenska vojvotkinja
- Margareta Anžuvinska, engleska kraljica
- Karlo
- Izabela
- Renato
- Lujza
- Ana (umrla 1450.)

Dana 10. rujna 1454., Ivana de Laval udala se za Renata.
Renatova izvanbračna djeca:
- Ivan (markiz)
- Ivana Blanka
- Magdalena (grofica)